# جاپلق (قرقیزستان)
جاپلق (به لاتین: Japalak) یک منطقهٔ مسکونی در قرقیزستان است که در اوش واقع شده‌است. جاپلق ۳٬۶۷۷ نفر جمعیت دارد و ۱٬۰۴۰ متر بالاتر از سطح دریا واقع شده‌است.